# Britt De Poorter
Britt De Poorter is een personage uit de Vlaamse ziekenhuisserie Spoed dat werd gespeeld door Karolien De Beck. Ze was een vast personage van 2004 tot 2005 en maakte nog een aantal gastoptredens in 2005.

## Personage
De 23-jarige Britt De Poorter heeft nog geen ervaring als ze verpleegster Melinda De Cock komt vervangen op de afdeling. Ze doet geregeld mee aan schoonheidswedstrijden en droomt ervan om ooit haar witte schort om te ruilen voor het lint van Miss België. Britt heeft een vriend, Johan, waarmee ze plannen heeft om te gaan samenwonen. Ze hebben dezelfde hobby's: motorrijden en uitgaan. Als Johan op een dag zwaargewond op de afdeling binnengebracht wordt, geeft verpleger Bob Verly hem de verkeerde medicatie, met fatale gevolgen. Britt beschuldigt hem van moord, maar achteraf blijkt het een vergissing van een andere verpleegster te zijn, die de medicatie op de verkeerde plaats had gezet.

### Vertrek
Bob en Britt worden uiteindelijk verliefd en niet veel later trouwen ze en wordt Britt overgeplaatst naar een andere afdeling. Nadien wordt Britt ook zwanger. Omdat Britt hem door haar zwangerschap nog maar nauwelijks aandacht geeft, begint Bob iets met dokter Ellen Van Poel. Britt mag door haar zwangerschap niet werken en zit dus thuis, maar na een val moet Britt onverwacht naar het ziekenhuis. Zo ontdekt ze Bobs affaire met Ellen. Ze verbreekt hun relatie. Als Bob haar later nog eens opzoekt om te weten hoe haar zwangerschap verloopt, wil ze hem er niets over zeggen en alleen bevallen. Na nog een ruzie met Bob verdwijnt ze definitief uit de serie.

## Familie
- Bob Verly (ex-partner)
- Onbekend (kind met Bob)